# Yonder García
Yonder Román García Álvarez (Havana, 18 de abril de 1988) é um jogador de voleibol cubano que atua na posição de líbero.

## Carreira
Yonder García é membro da seleção cubana de voleibol masculino. Em 2016, representou seu país nos Jogos Olímpicos de Verão no Rio de Janeiro, que ficou em 11º lugar.

## Clubes
| Anos      | Clube      |
| --------- | ---------- |
| 2015–2022 | La Habana  |
| 2022–     | Al-Ahly SC |

## Premiações individuais
- 2014: Copa Pan-Americana Sub-23 – Melhor receptor
- 2015: Campeonato Mundial Sub-23 – Melhor líbero
- 2015: Campeonato NORCECA de 2015 – Melhor receptor
- 2018: Jogos Centro-Americanos e do Caribe – Melhor líbero e melhor defensor
- 2018: Copa Pan-Americana – Melhor líbero, melhor defensor e melhor receptor
- 2022: Copa Pan-Americana – Melhor líbero e melhor receptor
- 2023: Jogos Centro-Americanos e do Caribe – MVP